# Бут Віктор Анатолійович
Бут Віктор Анатолійович (нар. 13 січня 1967, Душанбе, Таджицька РСР, СРСР) — російський підприємець, бізнесмен, кримінальний торговець зброєю. 2012 року засуджений у США до 25 років ув'язнення за незаконну торгівлю зброєю та підтримку тероризму. Американський суд визнав Віктора Бута винним за кількома пунктами обвинувачення, зокрема в змову з метою торгівлі зброєю з організацією «Революційні збройні сили Колумбії», яка визнана американською владою терористичною. Сам Бут знаходився в ув'язненні з 6 березня 2008 року, свою вину не визнав.
Відомий також як «продавець смерті». Став прототипом персонажу Ніколаса Кейджа у фільмі «Збройовий барон» (англ. Lord of War, 2005). Повітряно-транспортне підприємство, що належало Буту, мало до 60 літаків повітряного флоту та 1 000 співробітників.
8 грудня 2022 року повернувся в Росію після обміну на американську баскетболістку Бріттні Грінер, яка була ув'язнена російською владою буцімто за контрабанду наркотиків.

## Біографія
Народився 13 січня 1967 року в Душанбе. Батько походив з Харківської області і працював механіком. Мати була уроженкою Курманаєвського району Оренбурзької області РСФСР і працювала бухгалтеркою. У матеріалах розвідувальних служб ПАР та британського Комітету в закордонних справах фігурує як етнічний українець.
Навчався в московському військовому інституті іноземних мов (рос. ВИИЯ), згодом у військовій академії. Також має диплом з економіки, володіє шістьма мовами. До 1991 року Бут служив в одному з військово-повітряних підрозділів, до того ж протягом шести років у Мозамбіку, де йшла спровокована СРСР громадянська війна. Він вважається майором КДБ, проте сам Бут свої зв'язки з КДБ заперечує.

### Бізнес
Після розпаду СРСР та Варшавського договору Віктор Бут заснував у Москві чартерне повітряно-транспортне підприємство. Відомо, що він продавав та постачав зброю військовим угрупуванням та диктаторським режимам у африканських країнах. У 2001 році постачав зброю до Анголи, Камеруна, Демократичної Республіки Конго, Кенії, Лівії, Республіки Конго, Руанди, Сьєрра-Леоне, Судану та Уганди.
У 2001 та 2004 роках Рада Безпеки ООН наклала резолюції заборони на його підприємства та заморозила його банківські рахунки у різних країнах.

### Розшук та арешт
У 2005 році лише Бельгія видала міжнародний ордер на арешт Віктора Бута.
6 березня 2008 року Віктора Бута за поданням прокуратури США та ордером виданим Окружним судом Південного округу Нью-Йорка було заарештовано таїландською поліцією у Бангкоці. У США Віктора Бута звинуватили у незаконному постачанні великих партій зброї, а також у звершенні цілої низки фінансових махінацій. Бут заперечував свою провину й у відкритому листі до російського президента та прем'єр-міністра просив допомоги.
У 2010 році Таїландський суд ухвалив рішення задовольнити прохання США про екстрадицію Бута, але Бут все ще залишався у в'язниці Бангкока, у зв'язку з тим що таїландська влада висунула проти нього нові звинувачення, що потребували нового розслідування.

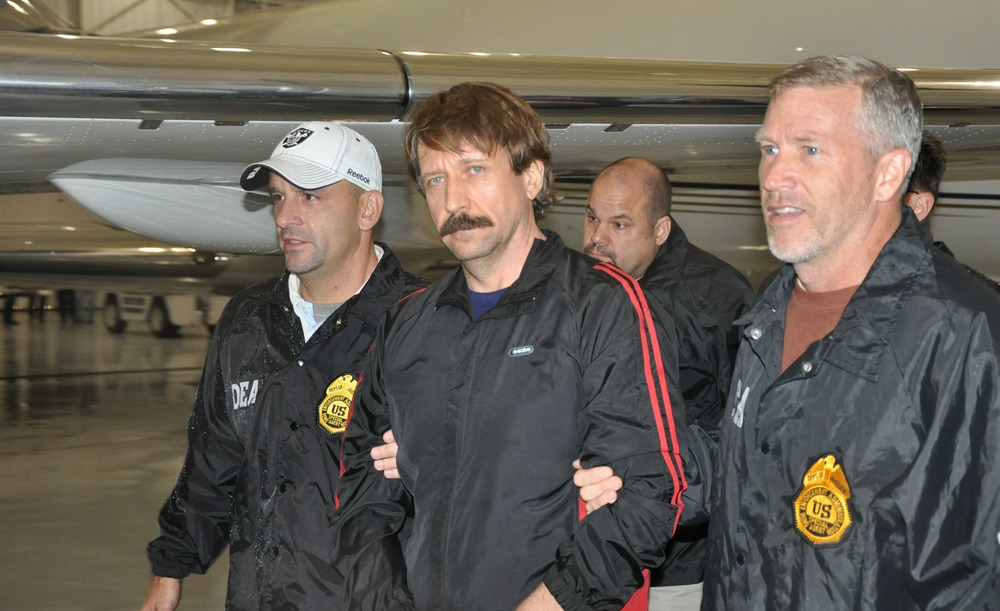
Екстрадиція Віктора Бута (посередині) до США (16.11.2010)

16 листопада 2010 року влада Таїланду вирішили видати Віктора Бута в США. О 13:30 за місцевим часом літак з Віктором Бутом покинув Таїланд. Уряд Російської Федерації одразу ж заявив, що екстрадиція є незаконною.

У жовтні 2011 року розпочався судовий процес під головуванням судді Шіри А. Щейндлін (англ. Shira A. Scheindlin) 2 листопада 2011 рада присяжних визнала Бута винним за всіма статтями обвинувачення.
5 квітня 2012 суддя винесла вирок — 25 років ув'язнення та 15 млн $ штрафу.
У червні 2020 року у статті видання «Reuters» зазначалося, що після висунення звинувачень ветерану морської піхоти США Полу Вілану, Москва вивчає можливість обміну полоненими — Вілана на Бута та пілота Костянтина Ярошенка.
8 грудня 2022 року відбувся обмін Віктора Бута на американську баскетболістку Брітні Грайнер, яка була затримана у РФ за знайдені наркотичні речовини (масло канабісу) в аеропорту. За даними ЗМІ, Бут і Грайнер були помилувані перед обміном; продовжувати відбувати відповідні покарання у своїх країнах вони не повинні.

### Після повернення в Росію
9 грудня 2022 року Віктор Бут дав інтерв'ю Марії Бутіній для RT, де заявив, що не думає, що він важливий для російської політики.
10 грудня 2022 року Бут підтримав вторгнення Росії в Україну і припустив, що за наявності можливості та навичок став би добровольцем.
12 грудня 2022 року Леонід Слуцький, голова Ліберально-демократичної партії Росії, заявив, що Віктор отримав членський квиток партії.
З 8 березня по 8 квітня 2023 року в Сант-Петербурзі в Національному музеї мистецтва і фотографії (Галерея на "Мосфільмі") відбулася виставка картин, що були намальовані Бутом під час ув'язнення в американській в'язниці (2008 — 2022). Свою першу виставку під назвою "Берег мій тонкою лінією" Віктор Бут, який вступив до Творчої Спілки художників Росії, представив за підтримки Російського фонду миру.

## Особисте життя
З 1992 року одружений з Аллою Володимирівною Бут (до шлюбу Протасова; народилася 1970 року в Ленінграді), художницею, дизайнеркою, модельєркою, власницею магазинів одягу в ОАЕ, Німеччині, ПАР і Росії. З майбутньою дружиною познайомився наприкінці 1980-х у Мозамбіку, де працював перекладачем з португальської в радянській військовій місії. Для Протасової це був другий шлюб. Дочка — Єлизавета (нар. 1994 року в ОАЕ). Старший брат і колишній компаньйон — Сергій Анатолійович Бут — продовжує вести законний авіаційний бізнес в Об'єднаних Арабських Еміратах (зокрема, в Шарджі) і Болгарії.
Віктор Бут — вегетаріанець. Він стверджує, що не є прихильником будь-якої релігії, але вважає своїми духовними лідерами Льва Толстого та Івана Ільїна і "поділяє погляди" Ісуса Христа, Будди, Заратустри і Крішни.
Віктор Бут володіє багатьма мовами, зокрема англійською, французькою, португальською, таджицькою, фарсі, дарі, зулу, коса, есперанто, більшу частину з яких він вивчив, перебуваючи в ув'язненні.